# Nuklearni pulsni pogon
Nuklearni pulsni pogon ( ili vanjski pulsni pogon plazme, kao što se označava u pojedinim NASA dokumentima) je predložena metoda pogona svemirskog broda koja koristi nuklearne eksplozije za dobivanje potiska. Ona je prvo razvijana pod imenom projekt Orion od strane ARPA-e, po prijedlogu Stanislawa Ulama koji je on dao 1957. godine. Noviji dizajn koji koristi unutrašnju konfiniranu fuziju je osnova za većinu konstrukcija koje su nastale poslije projekta Orion, uključujući čuveni projekt Dedal i manje poznat projekt Longshot.

## Projekt Orion
Projekt Orion je bio prvi ozbiljan pokušaj konstrukcije nuklearne pulsne rakete. Razvoj takve konstrukcije obavio je General Atomic krajem 1950-ih godina i početkom 1960-ih godina. Orion je izazvao malu usmjerenu nuklearnu eksploziju protiv velike čelične potisne ploče koja je bila pričvršćena na svemirski brod zajedno s apsorberima udara. Uspješno usmijerene eksplozije povećale su brzinu kretanja, dovodeći do specifičnih impulsa u području od 6000 sekundi ( oko dvanaest puta više nego kod SSME ). S poboljšanjima može se dostići teorijski maksimum od    100 000 sekundi (1 MN·s/kg). Potisci su bili u milijunima kratkih tona, dozvoljavajući svemirskim brodovima koji su veći od 8×106 kratkih tona da budu izgrađeni pomoću materijala koji su bili poznati 1958 godine.
Osnovni dizajn bi bila konstrukcija od čelika koja bi koristila oblik konstrukcije podmornice s posadom većom od 200 i s vozilom čija je težina veća od nekoliko tisuća tona. Ova konstrukcija na bazi jednostavne tehnologije i iz jedne faze stigla bi od Zemlje do Marsa i nazad za četiri tjedna (u usporedbi sa sadašnjih 12 mjeseci za NASA misije koje koriste kemijski pogon ). Ista posada mogla bi posjetiti Saturnove mjesece u misiji koja bi trajala sedam mjeseci ( u poređenju sa sadašnjih devet godina koliko bi trebalo sadašnjoj misiji koja koristi kemijski pogon). 
Mnogobrojini inženjerski problemi koji su se pojavili su riješeni tokom projekta, osobito oni koji su vezani za "dobru" zaštitu posade i vijek trajanja potisne ploče (koji je bio "neograničen"). Sistem je bio potpuno operativan, kada je projekt ukinut 1965 godine, glavni razlog za ukidanje je ugovor o djelomičnoj zabrani testova koji je taj projekt učinio protuzakonitim. Postojala su i etička pitanja koja su se odnosila na lansiranje takvog vozila u unutrašnjosti Zemljine magnetosfere. Proračuni su pokazali da bi neuspjeh prilikom lansiranja svaki put ubio između 1 i 10 osoba. Entuzijasti su htjeli lansiranje izvan magnetosfere, ili primjenu čistih fuzionih eksploziva koji su tehnički, ali ne i politički mogući.
Jedan primjer korisne upotrebe ove tehnologije bi bilo skretanje asteroida koji se nalazi na putanji sudara sa Zemljom. Zbog izuzetno velike uspješnosti, čak i lansiranje sa zakašnjenjem bi bilo uspješno, a vozilo bi efektno moglo da prenese veliku količinu kinetičke energije na asteroid jednostavnim udarom. Jedna automatizirana misija bi eliminirala najproblematičnije pitanje u cijeloj konstrukciji, a to su apsorberi udara.
Orionova tehnologija je jedan od malobrojnih poznatih međuzvjezdanih svemirskih pogona koji se mogu napraviti sa sada poznatom tehnologijom.
Pojedine službe kažu da je predsjednik Kennedy započeo Apollo program da bi otkupio tehničke entuzijaste koji su podržavali projekt Orion. Nedavna knjiga autora George Dyson govori da je jedan predloženi dizajn koji je bio predstavljen Kennedy, bio konstrukcija svemirskog bojnog broda na nuklearni pogon, koji ga je toliko uvrijedio da je odlučio da ukine projekt.

## Projekt Dedal
Projekt Dedal je bio studija koja je izvođena između 1973 i 1978 godine od strane Britanskog među-planetarnog društva (BIS) da dizajnira prihvatljiv svemirski brod bez ljudske posade koji bi mogao da stigne do susjedne zvijezde u toku jednog ljudskog života ( za koji je rečeno da je 50 godina ). Desetine naučnika i inženjera koje je predvodio Alan Bond su radile na projektu. U to vrijeme istraživanja fuzije pokazivala su veliki napredak, a posebno unutrašnja konfinirana fuzija (ICF) izgledala je prilagodljivo da bi se koristila kao raketni motor. 
Unutrašnja konfinirana fuzija koristi male loptice fuzionog goriva, obično 6LiD s malim deuterij/tricij "okidačem" u sredini. Loptice se ubacuju u reakcionu komoru gdje su sa svih strana izložene udarima lasera ili energetskih zraka druge vrste. Toplota koju stvaraju zrake eksplozivno komprimiraju loptice, do stupnja kada započinje fuzija. Rezultat je vruća plazma i vrlo mala "eksplozija" u odnosu na bombu minimalne veličine koja može biti napravljena koristeći fisiju.
Za projekt Dedal, ovaj proces je izvođen unutar velikog elektromagneta koji je predstavljao raketni motor. Poslije reakcije, koja je u ovom slučaju započeta pomoću elektronskog zraka, magnet je potisnuo vrući plin prema zadnjem dijelu radi dobivanja potiska. Dio energije je upotrijebljen za pokretanje sistema broda i motora. Da bi se postigla sigurnost sistema i energetska efikasnost, Dedal mora koristiti Helij-3 gorivo koje se može prikupiti s Mjeseca.

## Meduza
"Medusa" dizajn je tip nuklearne pulsnog pogona koja ima više sličnosti sa solarnim jedrom nego s konvencionalnim raketama. Ona je predložena 1990. godine u okviru drugog projekta Britanskog među-planetarnog društva kada je postalo jasno da unutrašnja konfinirana fuzija nije u stanju da pokreće i brod i motor, kao što se prije vjerovalo.
Svemirski brod Meduza bi razvio veliko jedro ispred sebe, koje bi bilo pričvršćeno pomoću kabela, a tada bi pokrenuo nuklearni eksploziv naprijed da detonira između broda i njegovog jedra. Jedro bi bilo ubrzano pomoću impulsa od detonacije i svemirski brod bi ga pratio.
Meduza se ponaša bolje od klasičnog Orion dizajna zato što "potisna ploča" presreće više eksplozija bombi, njen apsorbirajući udar traje mnogo duže, i sve njene glavne strukture su napete i zato mogu biti dosta lagane. Brodovi tipa Meduze mogu razviti specifični impuls između 50000 i 100000 sekundi (500 to 1000 kN·s/kg).

## Projekt Longshot
Projekt Longshot je bio NASA sponzorisani istraživački projekt izveden u suradnji s Pomorskom Akademijom SAD-a tijekom ranih 1990 godina. Longshot je na neki način bio razvoj osnovnog koncepta projekta Dedal, on je koristio magnetsko-potisnu unutrašnju konfiniranu fuziju kao raketu. Ključna razlika je saznanje da reakcija ne može pokretati i raketu i brodske sisteme, i umjesto toga je uključen 300 kW konvencionalni nuklearni reaktor da bi se brod pokrenuo. Dodatna težina reaktora malo je smanjila rezultat, ali čak i kada bi se koristilo LiD gorivo moglo bi se stići do Alfa Kentaura za 100 godina.

## Antimaterijalno kataliziran nuklearni pulsni pogon
Sredinom 1990-ih istraživanje na Pennsylvanijskom državnom univerzitetu dovelo je do koncepta korištenja antimaterije da bi se katalizirale nuklearne reakcije. Ukratko, antiprotoni bi reagirali unutar jezgra uranija, izazivajući oslobađanje energije koja cijepa jezgro kao kod konvencionalnih nuklearnih reakcija. Čak i mali broj takvih reakcija može započeti lančanu reakciju koja bi na drugi način zahtijevala puno veću količinu goriva da bi se održala. "Normalna" kritična masa za plutonij je oko 11,8 kilograma, s reakcijama koje bi katalizirala antimaterija ta količina bi bila dosta manja od jednog grama.
Predloženo je nekoliko raketnih konstrukcija koje bi koristile ovu reakciju, jedne bi koristile samo fisiju za međuplanetarne misije, a druge bi koristile fisiono-fuzione reakcije (vrlo male verzije Orionovih bombi) za međuzvjezdane misije.